# Aldrich (Minnesota)
Aldrich – miasto w Stanach Zjednoczonych, w stanie Minnesota, w hrabstwie Wadena.